# Иркутск (телерадиокомпания)
Государственная телевизионная и радиовещательная компания «Иркутск» — филиал ФГУП «Всероссийская государственная телевизионная и радиовещательная компания» в Иркутской области

## История
Создана в 1929 году как Иркутский радиокомитет. В 1934 году из него был выделен Красноярский, а в 1937 году Читинский радиокомитеты. В 1990-е Читинский комитет по телевидению и радиовещанию был упразднён, вместо него была создана Иркутская государственная телерадиокомпания, в 1998 году получила статус федерального государственного унитарного предприятия, в 2007 году оно было упразднено а на его базе был создан филиал ФГУП «Всероссийская государственная телевизионная и радиовещательная компания» "Государственная телевизионная и радиовещательная компания «Иркутск» В 2002—2005 гг. имела также и отдельный телеканал ТВ-1 «Первый Иркутский», изначально транслировавший эфир России во время работы ГТРК на 5 ТВК (позднее шла трансляция московской версии телеканала), впоследствии перешедший к трансляции 7ТВ, а вскоре телеканала «Спорт». В 2008 году некоторое время на телеканале «Культура» выходила программа «Новости культуры — Иркутск». В настоящий момент занимается ретрансляцией телеканала «Россия-1» и производством собственных программ. Единственный иркутский телеканал, вещающий на территории всей области. С 2011 года директором филиала ВГТРК ГТРК «Иркутск» являлся Константин Горбенко. С 2022 года  — Ольга Ринчинова.

## Выпуск программы
- «Вести-Иркутск» — информационная программа.
- «Местное время. Воскресенье»
- «Вести. Дежурная часть — Иркутск» — еженедельная информационная программа о происшествиях.
- «Вести — Сибирь»
- «Утро России - Иркутск»

## Программы

### Телеканал «Россия-1 Иркутск»
- «Погода-Иркутск» - Прогноз погоды Иркутского области . Выходит в эфир по будням 5:07, 6:07, 7:07, 8:07.
- «Вести-Иркутск» - Выходит в эфир по будням в 5:35, 6:35, 7:35, 8:35, 9:30, 11:30, 21:10. В субботу 8:00 и 14:30, 20:50. В воскресенье «Вести-Иркутск» выходит в 8:00 и 14:30

- «Утро России - Иркутск» - Выходит в эфир по будням в 9:00.

### Телеканал «Россия-24 Иркутск»
- «Вести-Иркутск» Выходит в эфир по будням в 10:00, 20:00, 22:30, суббота в 13:00, воскресенье в 18:00

## Теле- и радиоканалы ГТРК «Иркутск»
- Телеканал «Россия-1 Иркутск»
- Телеканал «Россия-24 Иркутск»
- Радиоканал Радио Маяк-Иркутск, 88,1 FM (c 6:00 до 1:00)
- По будням: с 7:50 до 8:00, с 8:50 до 9:00, c 12:50 до 13:00, с 17:50 до 18:00, с 18:50 до 19:00
- Понедельник, Среда, Пятница: с 9:06 до 10:00, с 18:06 до 19:00
- Радиоканал Радио Вести FM-Иркутск, 99.2 FM (с 0:00 до 23:59)
- По будням: с 7:45 до 8:00, с 8:45 до 9:00, с 9:45 до 10:00, с 17:45 до 18:00, с 18:45 до 19:00
- Радиоканал Радио России-Иркутск, 105,0 FM (с 5:56 до 2:00)
- По будням: с 8:10 до 9:00, с 13:45 до 14:00 (бурятский звук), с 18:45 до 19:00, с 20:10 до 21:00, по выходным: с 9:10 до 10:00